# ソネック
株式会社ソネックは、兵庫県高砂市曽根町に本店を置く建設業を主する会社。

## 概要
1944年設立のゼネコン。建築事業・土木事業・リニューアル事業を柱とする。
営業範囲は兵庫県南西部を中心で、民間建築工事が主体。大阪・名古屋・神戸・姫路に支店を置く。
また売上高の約8割を兵庫県下の案件が占める。
無借金経営に加え、社債残高も0。

### 社名
創立時は株式会社曽根組（そねぐみ）と称し、1992年に現在の社名に改称する。
「SONEC」には「Sincerity」（誠実）・「Originality」（創意）・「New」（新）・「Engineering」（技術）・「Construction」（建設）の意味が込められている。

## 沿革
- 1944年3月 - 松大組・松野組（沿岸荷役業）の企業統合で、株式会社曽根組設立。[5]
  - 資本金10万円。
- 1948年3月 - 建設請負業に進出。
- 1950年3月 - 現在地に移転。
- 1954年6月 - 丸和運輸（株）を吸収合併。海運業に進出。
- 1961年11月 - 播磨建設工業（株）を吸収合併。
- 1969年7月 - 志方開発（株）を吸収合併。
- 1972年2月 - 資本金1億円に増資。
- 1974年12月 - 子会社 （株）クリエート・プロシード（産廃収集運搬業）を設立。
- 1984年9月 - 渡辺健一が代表取締役に就任。
- 1989年3月 - 資本金3億円に増資。
- 1992年3月 - 資本金4億5,000万円に増資
- 1992年10月 - 商号変更、株式会社ソネックとなる。
- 1994年6月 - 海運業から撤退。
- 1996年11月 - 大証二部に株式上場（証券コード 1768）資本金7億2,500万円に増資。
- 1998年4月 - 子会社 ケミカル運輸（株）を設立。
- 1998年10月 - 運輸事業をケミカル運輸（株）に営業譲渡。
- 1999年4月 - ISO9000認証登録。
- 2004年3月 - 子会社クリエート・プロシードを同社を吸収合併。
- 2008年3月 - ISO14000認証登録
- 2012年6月 - 福島孝一が代表取締役に就任。
- 2013年7月 - 大証と東証の現物株市場統合に伴い、東証二部に指定替え。
- 2016年3月 - 東証一部に指定替え。
- 2018年7月 - ベトナム ハノイ駐在員事務 設置。

## 主な施工
- 新東名高速道路
- 明石回生病院
- 高砂市立図書館
- 播州信用金庫 太子支店・土山支店
- 東横INN 相生駅新幹線口
- 帝国電機製作所 光都工場
- はりま自動車教習所 本館改修工事
- 姫路信用金庫高砂支店・加古川支店
- 教泉寺

## 関連企業
- ソネックグループケミカル運輸[6]

設立 平成10年4月
資本金 5,000万円
本社所在地 兵庫県高砂市曽根町2257番地の1